# En studie i skräck (1965)
En studie i skräck (eng: A Study in Terror) är en brittisk thrillerfilm från 1965 i regi av James Hill. I huvudrollerna som Sherlock Holmes ses John Neville och som Dr. Watson Donald Houston. I filmen tar den kände detektiven upp jakten på Jack Uppskäraren, i de mörka gränderna i det sena 1800-talets London.

## Rollista i urval
- John Neville - Sherlock Holmes
- Donald Houston - Dr. Watson
- John Fraser - Lord Carfax
- Anthony Quayle - Doktor Murray
- Barbara Windsor - Annie Chapman
- Adrienne Corri - Angela Osborne
- Frank Finlay - Kommissarie Lestrade
- Judi Dench - Sally Young
- Charles Régnier - Joseph Beck
- Cecil Parker - Premiärminister
- Barry Jones - Hertigen av Shires
- Robert Morley - Mycroft Holmes
- Dudley Foster - Inrikesminister
- Georgia Brown - sångerskan
- Peter Carsten - Max Steiner
- Christiane Maybach - Polly Nichols
- Kay Walsh - Cathy Eddowes
- John Cairney - Michael Osborne
- Edina Ronay - Mary Jane Kelly
- Avis Bunnage - hyresvärdinna
- Barbara Leake - Mrs. Hudson
- Patrick Newell - PC Benson
- Norma Foster - Elizabeth Stride
- Terry Downes - Chunky